# Hat Full of Stars (canción)
"Hat Full of Stars" fue el cuarto y último sencillo del álbum Hat Full of Stars de la cantante Cyndi Lauper. Fue lanzado exclusivamente en Japón. Fue el menos exitoso del disco y no se hizo videoclip de promoción del mismo. Se utilizó en la gira Hat Full of Stars Tour. Además aparece en The Essential Cyndi Lauper y The Great Cyndi Lauper. La estructura de la canción cuenta con un piano, violines, guitarras y percusión y la voz. No ingresó en ninguna lista importante, al igual que sus anteriores sencillos.

## Antecedentes y escritura
Si bien el tercer álbum de Lauper A Night to Remember (1989) obtuvo una recepción comercial positiva a nivel mundial, no logró convencer a la crítica musical, que lo llamó «descuidado» y consideró que las canciones estaban llenas de «clichés». En los años posteriores a A Night to Remember, la cantante participó en varios conciertos junto con otros artistas, como The Wall - Live in Berlin con Roger Waters, con quien interpretó el tema «Another Brick in the Wall». Además, fue parte del concierto tributo a John Lennon realizado en Liverpool. En 1991, protagonizó su segunda película Off and Running, en cuyo rodaje conoció al actor David Thornton, con quien se casó a finales del año. Un año más tarde colaboró para el musical Tycoon en la grabación de la canción «The World is Stone», la cual obtuvo un buen desempeño en varios países de Europa, especialmente en Francia, pues llegó al segundo puesto de la lista Syndicat National de l'Édition Phonographique (SNEP). Todos estos años y eventos ocurridos le sirvieron para revaluar su carrera y la nueva dirección que deseaba tomar. Sobre su nuevo proyecto, Lauper recordó:

Luego de casarme con David, decidimos olvidar los problemas y nos fuimos al Cabo durante un mes. Solo quería sentirme viva. Tenía que volver a encontrar el sentido de por qué había empezado a cantar. ¿Por qué me convertí en artista?, ¿cuál fue mi historia? Iba a escribir un libro, pero supongo que el momento no era el adecuado, así que dije: «Está bien, no puedes escribir un libro pero puedes escribir tu historia en canciones. Así que hazlo».

«Hat Full of Stars», fue escrita por Lauper junto con Nicky Holland. La letra derivó de un sombrero que la cantante obtuvo «mucho tiempo atrás» en Vermont antes de ir a la universidad. Una noche, se lo retiró y le «añadió todas las estrellas», de manera que cada vez que lo usaba podía recordar un hermoso cielo. Las líneas «I’m trying to live in the present» / «But I keep tripping on the past» / «Finding out reality, well, clarity» / «Comes in dribs and drabs» («Intento vivir el presente» / «Pero sigo tropezando con el pasado» / «Descubriendo la realidad, bueno, la claridad» / «Viene a cuentagotas») muestran a Lauper como una sobreviviente mayor, pero más sabia.

## Lista de canciones
5"CD (Japan (2 de diciembre de 1993) - Epic (Sony) ESCA 5899
- "Hat Full Of Stars" 4:30
- "That's What I Think" (LP Edit): 4:19
- "That's What I Think" (Live Version): 4:37
- "That's What I Think" (Remix): 5:28

5"CD (Japan Promo 1993) - Epic (Sony) QDCA 93031
- "Hat Full Of Stars"
- "That's What I Think" (Album Version)
- "Feels Like Christmas"